# Manwë
Manwë is een personage uit het boek "Silmarillion" van J.R.R. Tolkien. Hij is de koning van de Valar en het hoogste lid van de Aratar die geschapen werden door Eru Ilúvatar. Hij is samen met zijn broers en zusters verantwoordelijk voor de vorming van de landen en volkeren van Midden-aarde.
Manwë is de eerste van alle Koningen en heerser over het rijk van Arda. Hij wordt ook Súlimo genoemd, heer van de winden. Zijn echtgenote is Varda Elentari, koningin van de sterren.
Ook was hij de broer van Melkor, die tot het kwaad verviel en toen Morgoth werd genoemd.
Manwë regeert vanuit zijn hoge paleis Oiolossë op de top van de berg Taniquetil, de hoogste van het Pelori gebergte in Valinor. Hij is de vriend van de vogels en vooral de adelaars en beschikt over de krachten van de wind, de lucht en de wolken.